# Вітер дужчає
«Вітер дужчає» (яп. 風 立ち ぬ, Kaze Tachinu), Здійнявся вітер — повнометражний аніме-фільм режисера Міядзакі Хаяо знятий на Studio Ghibli, прем'єра якого відбулася 20 липня 2013 року. Кінострічка увійшла в офіційну конкурсну програму 70-го Венеційського кінофестивалю та боротиметься за головний приз «Золотий лев». На фестивалі було офіційно оголошено, що Хаяо Міядзакі завершує цим фільмом свою кар'єру. В український прокат стрічка вийшла 13 березня 2014 року, дистриб'ютор Aurora Films.

## Сюжет

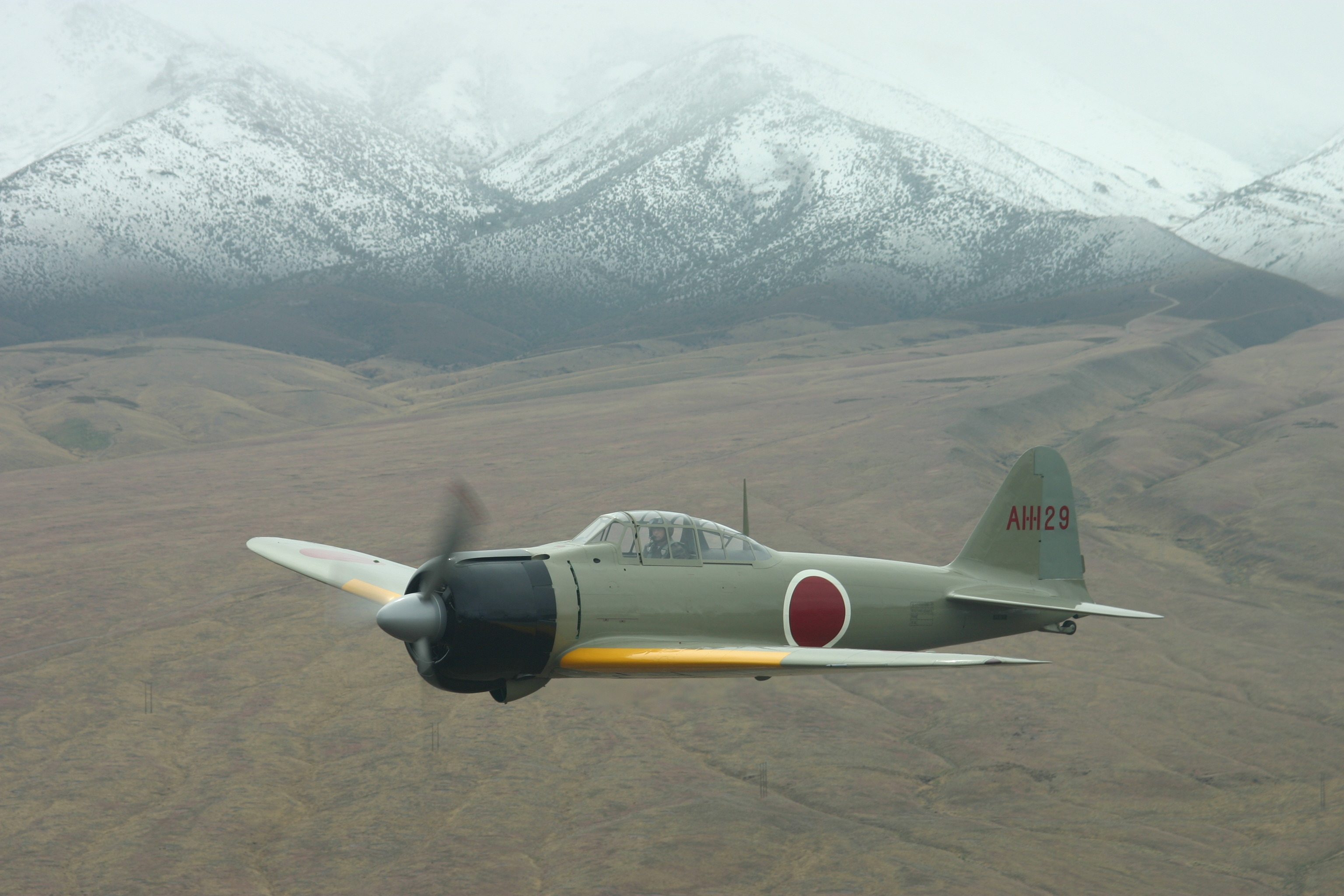
Літак Mitsubishi A6M Zero, розроблений Дзіро Хорікосі, головним персонажем фільму

В основу сюжету твору лягла однойменна манга авторства самого Міядзакі, що публікувалася в журналі Model Graphix 2009 року. У фільмі йдеться про японського конструктора Дзіро Хорікосі, відомого як конструктора винищувачів Mitsubishi A5M та Mitsubishi A6M Zero. Джерелом сюжету є також оповідання письменника Тацуо Хорі «Вітер дужчає», написаного в 1936—1937 роках. Назва оповідання є цитатою одного з рядків вірша Поля Валері «Надморський цвинтар»: в українському перекладі «Здійнявся вітер!.. Намагаймось жити!».

## Персонажі
- Хорікосі Дзіро (сейю — Анно Хідеакі)
- Наоко Сатомі (сейю — Міорі Такемото)
- Хондзе (сейю — Хідетосі Нісідзіма)
- Курокава (сейю — Масахіко Нісимура)
- Касторп (сейю — Стів Альперт)
- Сатомі (сейю — Моріо Кадзама)
- мати Дзіро (сейю — Кейко Такесіта)
- Каї Хорікосі (сейю — Мірай Сіда)
- Хатторі (сейю — Дзюн Кунімура)
- пані Курокава (сейю — Сінобу Отаке)
- Капроні (сейю — Номура Мансано)

## Саундтрек
Саундтрек до фільму, як і в багатьох попередніх фільмах Міядзакі, створив Дзьо Хісаїсі. Заголовною темою фільму є пісня Юмі Мацутої 1973 року «Хікоокігумо» (ひこうき雲).

## Сприйняття
Фільм вийшов у Японії 20 липня 2013 року, де демонструвався на 454 екранах. За два дні фільм переглянуло більше 700 000 глядачів, а касові збори становили понад 1 млрд єн.
Сюжет фільму став об'єктом широкої дискусії, збуреної зокрема пацифістськими заявами Міядзакі, який за кілька днів до виходу фільму опублікував статтю «Зміна конституції є образою». У фільмі Міядзакі головний герой, інженер Дзіро Хорікосі насамперед хоче створити «гарні літаки», а не вироби для ведення війни. Тож чимало японців закидали Міядзакі брак патріотизму, особливо через те, що він виступив проти змін до конституції, запропонованих прем'єр-міністром Абе Сіндзо стосовно статті 9 основного закону, в якій Японія відмовляється від права оголошувати війну та використовувати власні збройні сили для розв'язання міжнародних проблем.
Водночас із сусідніх з Японією країн, які свого часу потерпали від японської окупації (зокрема Південна Корея та КНР), на адресу автора фільму лунають критичні висловлювання: останній фільм Міядзакі сприймається тут як своєрідна апологія війни.